# Archidiecezja Hankou
Archidiecezja Hankou (łac. Archidioecesis Hancheuvensis, chiń. 天主教汉口总教区) – rzymskokatolicka archidiecezja ze stolicą w Wuhanie (dzielnica Hankou) w prowincji Hubei, w Chinach. Arcybiskupi Hankou są również metropolitami metropolii o tej samej nazwie.